# Iksane
Iksane (en àrab إكسان, Iksān; en amazic ⵉⴽⵙⴰⵏ) és una comuna rural de la província de Nador, a la regió de L'Oriental, al Marroc. Segons el cens de 2014 tenia una població total de 8.417 persones.